# Paringgonan Julu
Paringgonan Julu is een bestuurslaag in het regentschap Padang Lawas van de provincie Noord-Sumatra, Indonesië. Paringgonan Julu telt 592 inwoners (volkstelling 2010).